# Dolní Halže
Dolní Halže (německy Unterhals) je zaniklá vesnice obce Měděnec v okrese Chomutov. Nachází se asi tři kilometry jihozápadně od Měděnce.
Dolní Halže leží v katastrálním území Horní Halže o výměře 3,44 km².

## Název
Název vesnice je odvozen z německého jména Hals, které v překladu znamená krk, hrdlo nebo šíje a vesnice ho dostávaly podle polohy na dlouhé, úzké vyvýšenině. V patnáctém století tvořily s Horní Halží jedinou vesnici, ale v dalším století byly zmiňovány odděleně. V historických pramenech se jméno vesnice objevuje ve tvarech: Gyessen, halzie (1431), ves halzie (1481), Halsß (1545), vsi horzeyssi a doleyssy, kteréž slovou hrdlo jinak hals (1577), dolyssj halssy (1602), Unterhalß (1628), Unterhals (1654) nebo Unter Hals (1787).

## Historie
První písemná zmínka o Dolní Halži pochází z roku 1431, i když podle německojazyčné vlastivědné literatury byla Dolní Halže údajně uvedena mezi vesnicemi, které roku 1352 patřily ke kláštereckému farnímu kostelu. Už v první polovině čtrnáctého století však v prostoru vesnice stával hamr pánů ze Šumburka, na jehož místě prý později vznikl mlýn Hammermühle.

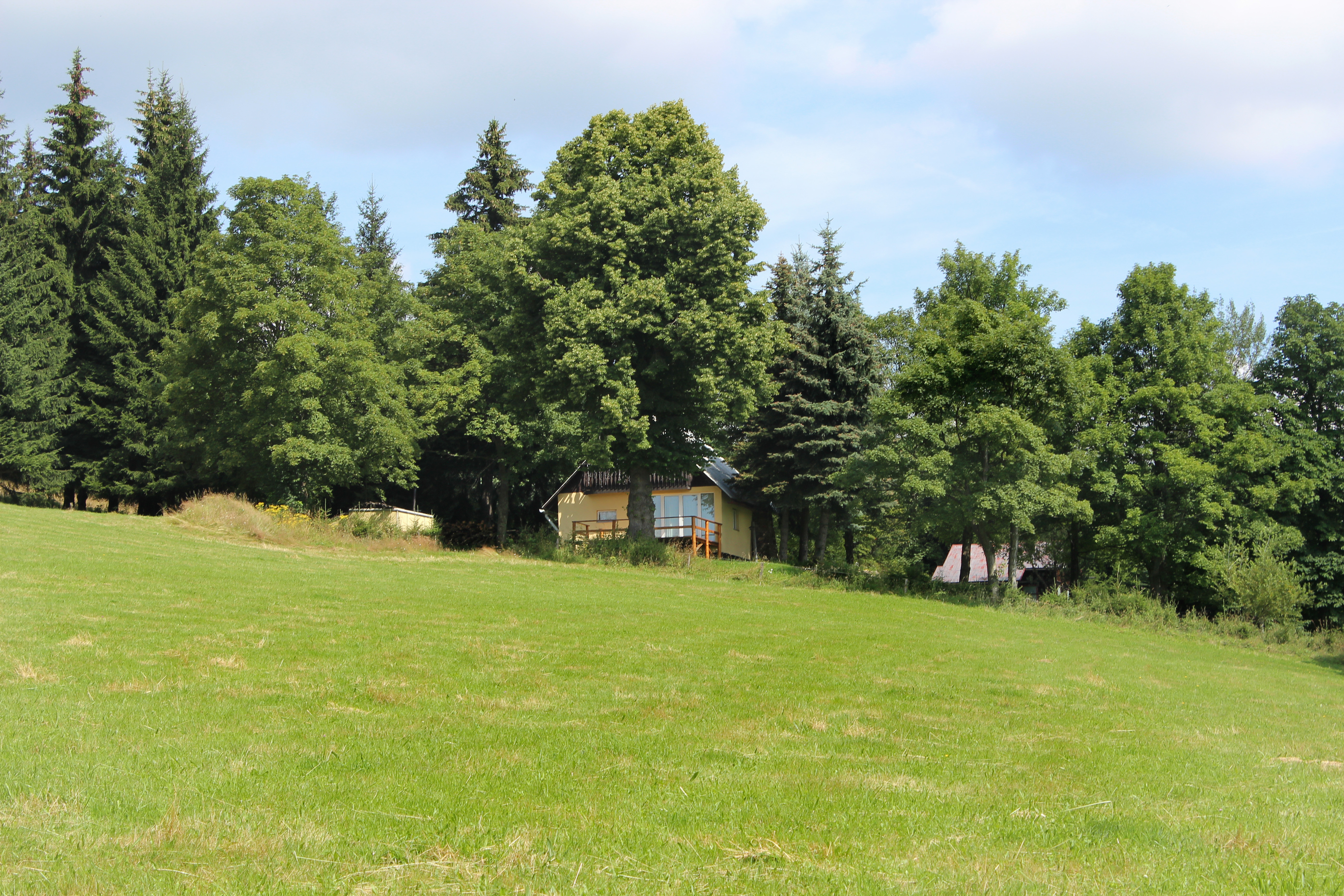
Rekreační chaty

Roku 1431 si bratři Aleš a Vilém ze Šumburka rozdělili rodový majetek. Dolní Halže připadla Vilémovi, a stala se tak součástí panství hradu Šumburk. V letech 1449–1453 panství patřilo Vilémovi z Ilburka a po něm Fictumům, kteří vesnici spravovali prostřednictvím svého měděneckého statku. Po Fictumech se vystřídalo několik majitelů až Měděnec roku 1628 koupili Šlikové. Od té doby Dolní Halže patřila k hauenštejnskému panství. Poslední šlechtickou rodinou, které hauenštejnsko-měděnecké panství patřilo, byli Buquoyové, protože je 8. ledna 1839 koupila hraběnka Marie Gabriela z Buquoy.
Podle berní ruly z roku 1654 ve vsi žilo osm chalupníků, kteří měli sedmnáct potahů a chovali šestnáct krav, 22 jalovic a dvanáct koz. Na polích pěstovali oves, ale hlavním zdrojem obživy byl chov dobytka a především práce v lese. K doplňkům vesnického hospodaření patřil sběr lesních plodů a domácí výroba prýmků a krajek. V polovině osmnáctého století si zdejší obyvatelé navíc vydělávali poskytováním přípřeží formanům a vožením dřeva. Ve vsi pracoval jeden punčochář a mlynář, který měl mlýn s jedním kolem na nestálé vodě.
V devatenáctém století se okolo vesnice těžila skarnová železnorudná ložiska. Jihozápadně od vsi se dvěma štolami a několika menšími šachtami dobývala magnetitová čočka. Výsledkem těžby zde byla komora 100 metrů dlouhá a 6 metrů široká. Druhé ložisko, tzv. Hohenstein, odvodňovala ze vzdálenosti 550 metrů v roce 1824 obnovená štola Bedřich. Zpočátku se zde těžilo kolem 200 tun železné rudy ročně, ale v období 1834–1838 těžba poklesla na 60 tun. V dole Josef se v letech 1835–1858 těžilo průměrně 70 tun rudy ročně.

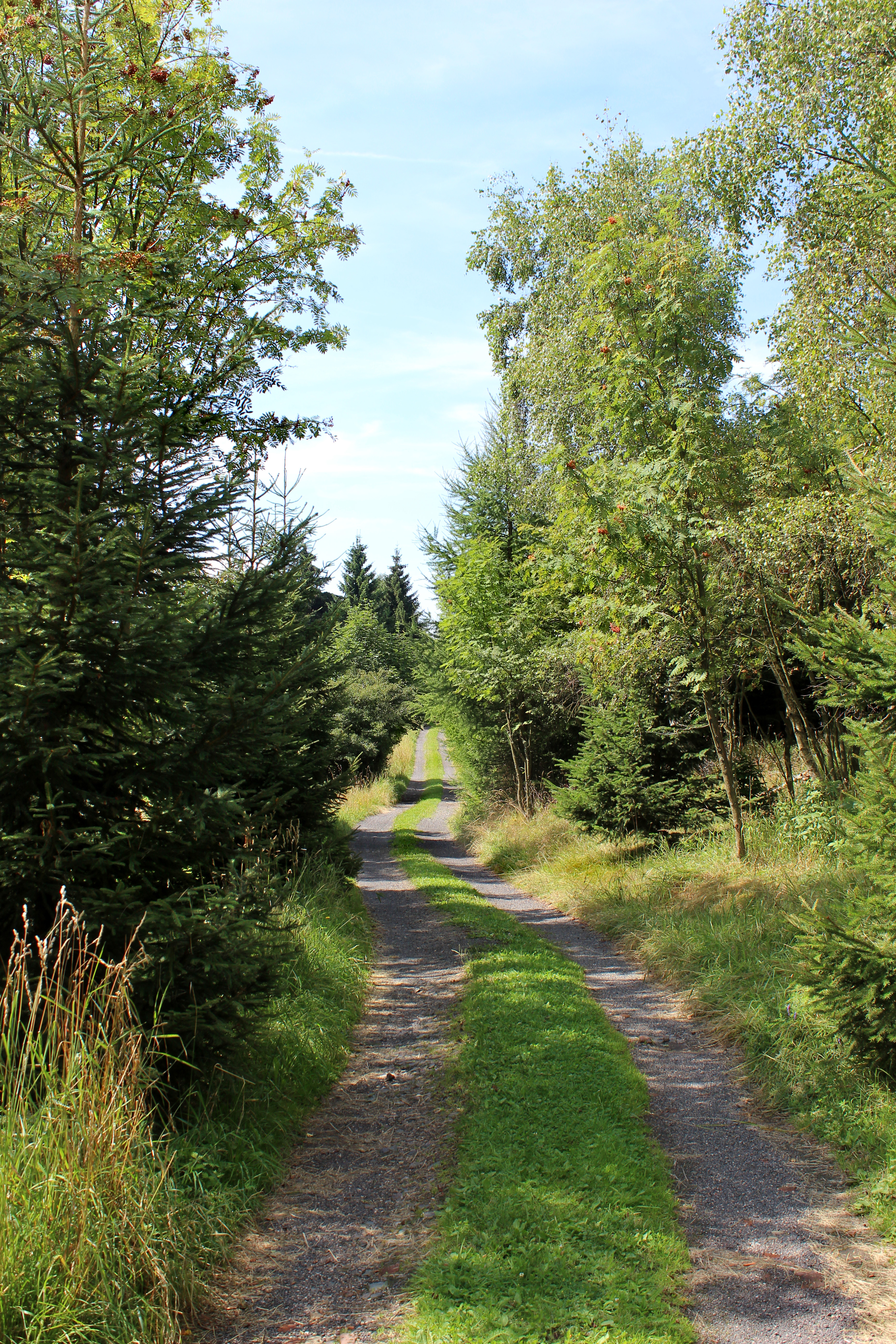
Odbočka ze silnice z Mýtinky do Horní Halže

Podle díla Johanna Gottfrieda Sommera z roku 1847 v Dolní Halži stálo osmnáct domů, ve kterých bydlelo 106 obyvatel. Fungoval zde železnorudný důl a dva mlýny. Děti chodily do školy v Horní Halži, ale roku 1905 byla škola zřízena i v Dolní Halži.
V první polovině dvacátého století vesnice prosperovala, přestože do ní nebyla zavedena elektřina. Stále v ní fungovaly dva mlýny s pekárnami, dále hostinec, pila, kolářství a dámské i pánské krejčovství. Silnice z Údolíčka do Horní Halže byla postavena na přelomu dvacátých a třicátých let v rámci opatření na zmírnění velké hospodářské krize. Později většina obyvatel dojížděla do zaměstnání do Měděnce, Kovářské, Vejprt, Miřetic nebo Chomutova. Obtíže spojené s dlouhým dojížděním vedly k vystěhování obyvatel a během šedesátých let dvacátého století vesnice zanikla. Na jejím místě se dochovaly pouze opěrné zdi a po roce 1945 zde byla postavena stáj pro letní ustájení dobytka chovaného v Měděnci.

## Obyvatelstvo
Při sčítání lidu v roce 1921 zde žilo 116 obyvatel (z toho 60 mužů) německé národnosti, kteří byli kromě jednoho evangelíka členy římskokatolické církve. Podle sčítání lidu z roku 1930 měla vesnice 103 obyvatel německé národnosti, kteří se hlásili k římskokatolické církvi.
| | 1869 | 1880 | 1890 | 1900 | 1910 | 1921 | 1930 | 1950 | 1961 | 1970 | 1980 | 1991 | 2001 | 2011 |
| --- | ---- | ---- | ---- | ---- | ---- | ---- | ---- | ---- | ---- | ---- | ---- | ---- | ---- | ---- |
| Obyvatelé | 128  | 150  | 128  | 126  | 130  | 116  | 103  | .    | 2    | -    | -    | -    | 3    | -    |
| Domy | 21   | 25   | 24   | 25   | 24   | 22   | 22   | 20   | .    | -    | -    | -    | 1    | -    |
| Počet obyvatel z roku 1950 je připočten k obyvatelům Horní Halže. Počet domů z roku 1961 je zahrnut v celkovém počtu domů obce Měděnec. |      |      |      |      |      |      |      |      |      |      |      |      |      |      |

## Obecní správa
Dolní Halže se nikdy nestala samostatnou obcí. Po zrušení patrimoniální správy patřila jako osada k Horní Halži, ale při sčítání lidu v roce 1869 byla uvedena u Měděnce. Při dalších sčítáních bývala opět osadou Horní Halže a v roce 1950 patřila znovu k Měděnci. Spolu s obcemi se měnilo také administrativní zařazení Dolní Halže do okresů. Vesnice patřila postupně do okresu Kadaň (1869–1890), Přísečnice (1900–1930), Karlovy Vary-okolí (1950) a od roku 1961 ležela v okrese Chomutov. S účinností ode dne 14. ledna 2016 Dolní Halže jako evidenční část obce Měděnec zanikla.